# 알리니 모라이스
재클린 모라이스(Alinne Moraes, 1982년 12월 22일 ~ )는 브라질의 배우이다.